# Kyrgyz Express Post
Kyrgyz Express Post est l'opérateur postal du Kirghizistan qui a reçu le statut de deuxième opérateur postal désigné du Kirghizistan. L'entreprise a été créée le 16 mars 2012.

## Informations générales
Kyrgyz Express Post (KEP) a commencé son activité comme opérateur postal du Kirghizistan depuis le 16 mars 2012. Le 7 décembre 2012, KEP a reçu le statut de deuxième opérateur postal désigné du Kirghizistan. Ce statut est confirmé officiellement par la circulaire nr.83 issue par le Bureau international de l'Union Postale Universelle du 21 mai 2013 (elle peut être lue sur la page officielle de l'UPU).
Grâce à ce statut du deuxième opérateur postal désigné, KEP a le droit d'émettre des timbres-poste et de les utiliser comme instrument de paiement réel pour toutes types de services postaux, aussi bien que pour répondre aux besoins des philatélistes.

## Philatélie

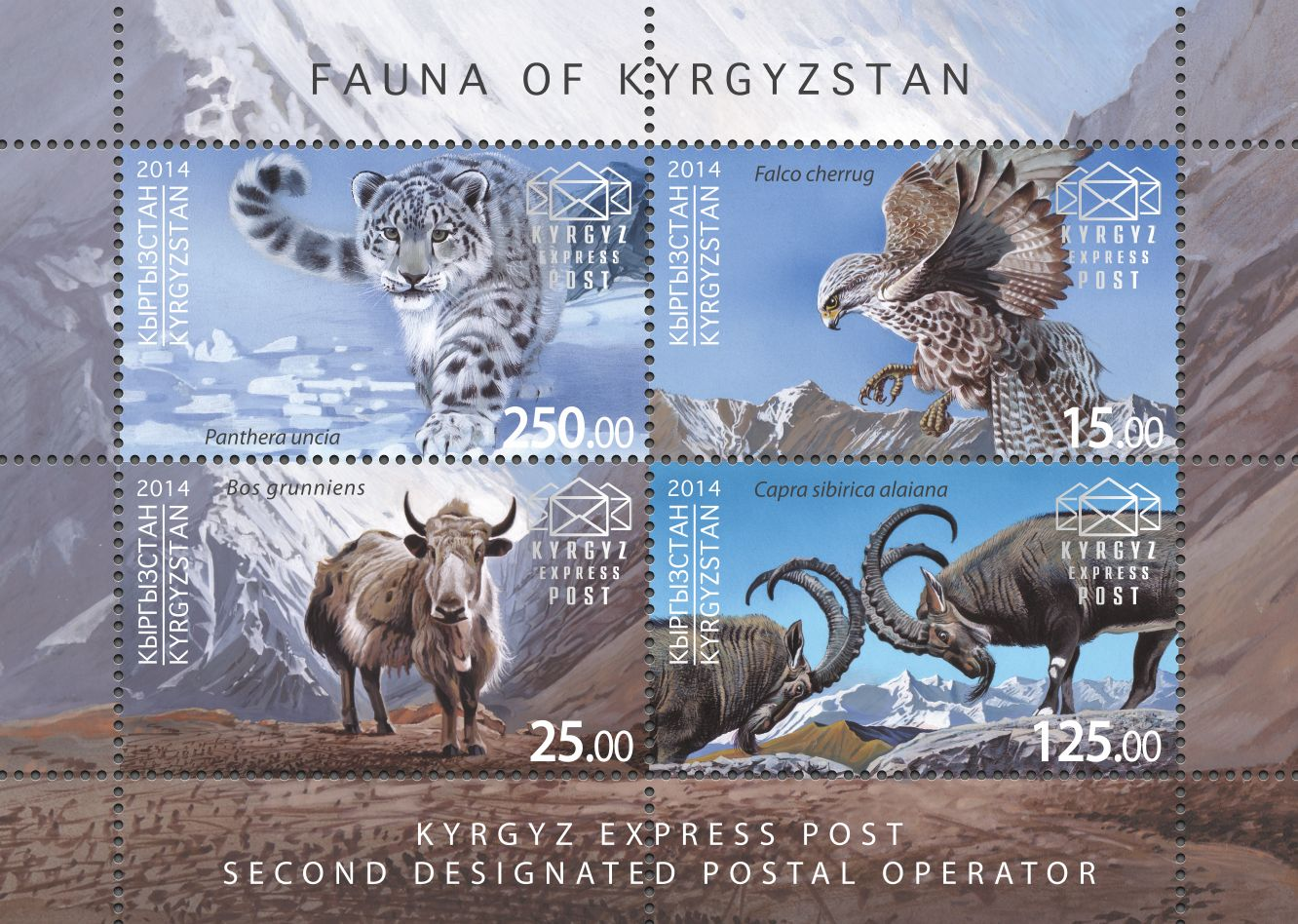
Petite feuille collective "Faune du Kirghizistan",

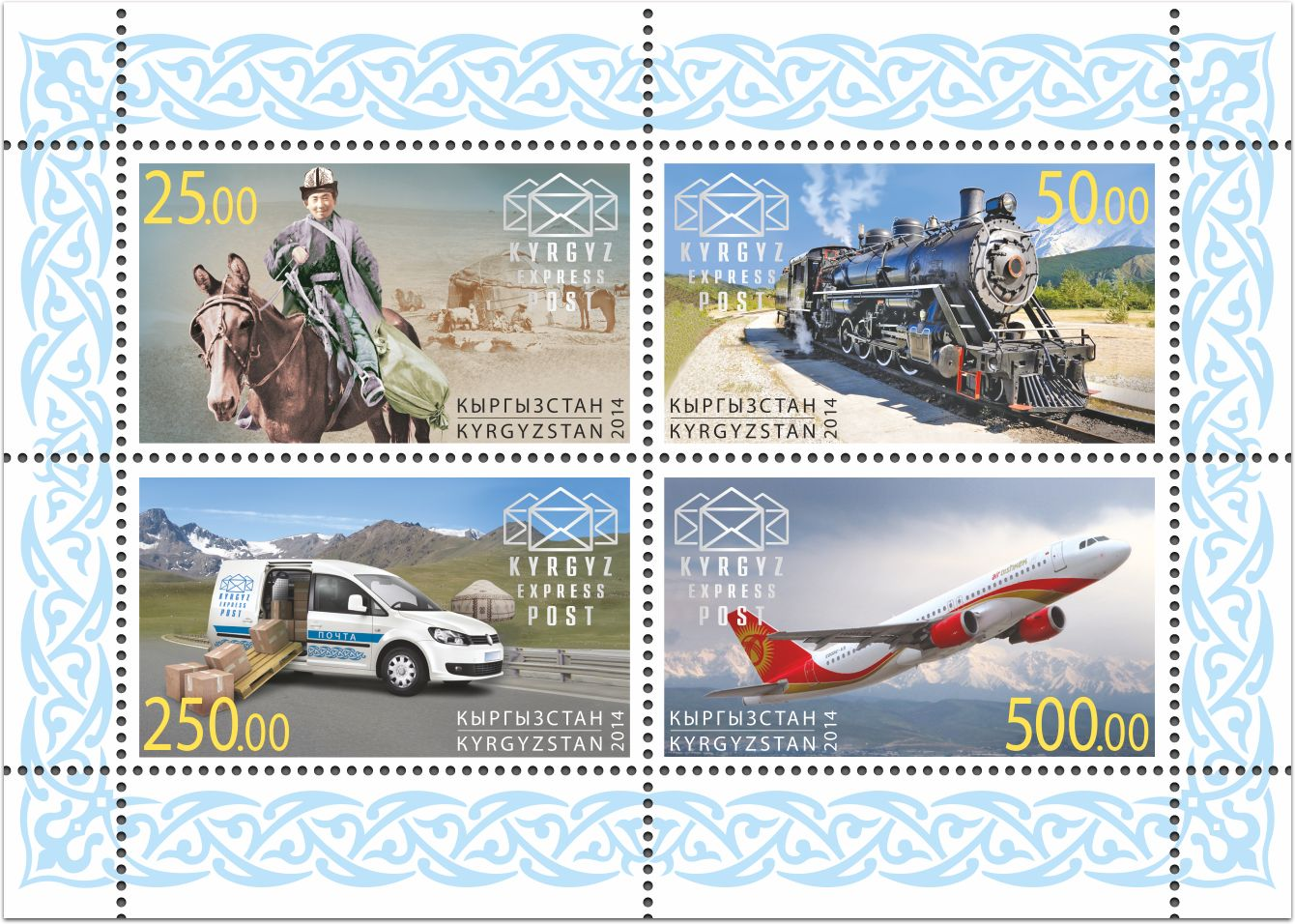
Petite feuille collective "Transport postal du Kirghizistan",

Le 18 novembre 2014, Kyrgyz Express Post a émis ses premiers timbres-poste et son bloc-feuillet. L'émission a été dédiée au 140e anniversaire de l'UPU. Les timbres montrent l'histoire du service postal kirghize, surtout les moyens de transport postal.
Le 19 novembre 2014, KEP a émis la deuxième série de timbres, dédiée cette fois-ci à la faune du Kirghizistan. Ces timbres illustrent les représentants typiques du monde animal kirghize: le faucon Saker, le yak, l'ibex d'Asie centrale et le léopard des neiges.
Les timbres du KEP peuvent être achetés personnellement au bureau principal de l'opérateur postal à Bichkek, ainsi qu'en ligne sur le site Internet KEP.

## Voir également
- Timbres-poste et histoire postale du Kirghizistan